# Digimon Story: Cyber Sleuth
Digimon Story: Cyber Sleuth (デジモンストーリー サイバースルゥース, Dejimon Sutōrī: Saibā Surwūsu) est un jeu vidéo développé par Media.Vision et édité par Bandai Namco Games. Il est sorti le 12 mars 2015 au Japon sur PlayStation Vita, et en février 2016 en Amérique du Nord et en Europe sur PlayStation Vita et PlayStation 4,. Un portage sur Nintendo Switch et Microsoft Windows est sorti en octobre 2019.

## Scénario
Le joueur incarne les personnages de Takumi Aiba (相羽 タクミ, Aiba Takumi) ou Ami Aiba (相羽 アミ, Aiba Ami), deux pirates informatiques amateurs. Ils reçoivent un objet appelé Digimon Capture lors d'une discussion sur le web, qui leur permet de capturer et de se lier d'amitié avec des digimon, des créatures résidant dans un monde appelé Cyberspace Eden dans lequel les humains peuvent entrer physiquement. Après avoir accédé à ce monde, ils sont attaqués par une entité appelée Eater qui transforme leurs corps à moitié « numérisés », et découvrent qu'ils peuvent alterner entre le monde réel et le digimonde à l'aide de terminaux. Ils font la rencontre d'une femme appelée Kyoko Kuremi (暮海 杏子, Kuremi Kyouko), directrice de la Kuremi Detective Agency, qui les recrute dans sa société.

## Développement
Bandai Namco Games annonce le développement d'un nouveau jeu inspiré de la franchise Digimon le 9 décembre 2013, dont les détails officiels sont publiés le 21 décembre. Le titre initial du jeu est annoncé quelques jours avant le 17 décembre : Digimon Story: Cyber Truth,. Le 19 décembre, le magazine japonais V Jump de Shueisha révèle les premières images du jeu, désormais renommé Digimon Story: Cyber Sleuth,, annoncé pour 2015 sur PlayStation Vita. Deux jours plus tard, le 21 décembre, Bandai Namco Games lance le site officiel, ainsi qu'une première bande-annonce vidéo,.
Le 21 février 2014, V Jump révèle les premiers détails du scénario expliquant que le joueur incarne un jeune garçon détective parcourant à la fois le monde réel et le digimonde ; en parallèle, le magazine révèle Suzuhito Yasuda comme le concepteur des personnages du jeu, et Kazumasa Habu, comme le producteur,,. Le 12 mars 2014, d'autres captures d'écran sont révélées ; la même journée, Media.Vision est annoncé comme l'actuel développeur du jeu. Le 31 mars 2014, le jeu est révélé comme ciblant un public plus adulte,. Le 21 mai 2014, V Jump révèle quelques nouveaux personnages dont Nokia Shiramine et Arata Sanada,. En juin 2014, une seconde bande-annonce est publiée, et d'autres nouveaux personnages sont révélés : les Eater, un mystérieux garçon et une mystérieuse jeune femme,. Le 26 juillet, le site officiel du jeu est mis à jour avec de nouvelles captures d'écran et l'actualisation de la section des personnages avec les profils d'Agumon et de Gabumon. En août 2014, une troisième vidéo révèle le mystère à connaître entre le monde réel et le digimonde, et autres détails du jeu,.
Le 16 décembre 2014, la sortie officielle du jeu est annoncée pour le 12 mars 2015. En janvier 2015, quelques détails du scénario sont dévoilés, et le joueur est lancé dans un conflit entre hackeurs. Le 19 janvier, des personnages de Digimon World Re:Digitize sont annoncés dans le jeu.

## Accueil
Le jeu affiche un score de 75/100 sur l'agrégateur de critiques Metacritic, ce qui indique des critiques généralement favorables. Le jeu est positivement accueilli avec une moyenne de 34 sur 40 par le magazine Weekly Famitsu, basée les notes 8, 9, 9, et 8.
Destructoid estime que le jeu ne se démarque pas trop des jeux de rôle plus anciens, déclarant que « le système de combat est fondamentalement tout ce que vous avez déjà vu au cours des dernières décennies de JRPG », ce qui inclut des rencontres aléatoires qui sont « délicieusement ou inexcusablement old-school, selon vos goûts ». Si PlayStation LifeStyle estime que le jeu « n'est pas une interprétation vidéoludique parfaite de la franchise de Bandai Namco », critiquant la conception linéaire de ses donjons et son interface « bon marché », les améliorations de son gameplay sont un pas en avant « pour les fans qui attendaient de voir la série se mettre au niveau de Pokémon » en saluant également le graphisme coloré et le character design de Suzuhito Yasuda, déclarant que « le graphisme de Yasuda apporte un style et une vie cruciaux à la série de jeux Digimon, qui avait passé les années précédentes à essayer d'établir son identité ». Hardcore Gamer estime que le jeu constitue une avancée importante pour la franchise, déclarant : « Il n'est pas parfait ; son histoire et son scénario auraient pu être peaufinés, et le univers aurait dû être plus intéressant, mais dans l'ensemble, c'est un solide premier pas ».

### Ventes
La version de Digimon Story: Cyber Sleuth sur PlayStation Vita s'écoule à 76 760 exemplaires à sa première semaine de publication au Japon, et devient le troisième titre le mieux vendu de la semaine dans le pays. Bien qu'il ne surpasse pas son prédécesseur, Digimon World Re:Digitize, en matière de ventes, Cyber Sleuth se vend à 91,41 % en copie physique, et s'est vendu au total à 115 880 exemplaires à la fin de 2015, devenant le 58e meilleur titre de l'année. 
Au Royaume-Uni, Digimon Story: Cyber Sleuth est le 11e jeu le plus vendu la semaine de sa sortie. La version PlayStation Vita a été le titre digital le plus vendu en Amérique du Nord et en Europe. Le jeu a également de bonnes performances parmi les pays d'Amérique latine (#2 Brésil, #3 Mexique, #3 Argentine, #3 Chili, #3 Costa Rica, #4 Guatemala, #6 Pérou, #9 Colombie) et la version PlayStation 4 a été le 20e titre digital le plus vendu en Amérique du Nord et le 19e en Europe sur le PlayStation Store le mois de sa sortie dans leurs catégories respectives. En mai 2019, Cyber Sleuth a été écoulé à plus de 800 000 exemplaires dans le monde. 
Le portage Switch de la Complete Edition s'est vendu à 4 536 exemplaires lors de sa première semaine au Japon. En octobre 2020, Cyber Sleuth et Hacker's Memory avaient écoulé plus de 1,5 million d'unités dans le monde entier, combinés.
En France, le portage Digimon Story Cyber Sleuth: Complete Edition sur Steam se hisse à la 31e mondialement des meilleures ventes en première semaine, 62e en deuxième. En France, le jeu se classe 63e en première semaine.  